# Friedrich Buchholz
Pour les articles homonymes, voir Buchholz.
Paul Ferdinand Friedrich Buchholz est un historien et sociologue allemand, pionnier du saint-simonisme en Allemagne. Né le 5 février 1768 à Alt Ruppin, il est décédé le 24 février 1843 à Berlin.

## Biographie
Il étudie la théologie et les langues modernes à l'université de Halle (1785-1787) et devient professeur à l'Académie militaire de Brandebourg. Dès 1810, il participe à la diffusion des réformes de Karl August von Hardenberg. En 1815, il fonde le journal für Deutschland, historisch-politischen Inhalts qui continue de 1820 à 1835 sous le titre Neue Monatsschrift für Deutschland, historisch-politischen Inhalts. Il s'y montre fervent adepte des idées d'Auguste Comte et de Henri de Saint-Simon. On lui doit la traduction en Allemand de quarante œuvres positivistes.
Buchholz se montre aussi anti-juif dans ses écrits, position qu'il démontre économiquement et s'oppose à l'Émancipation des Juifs.

## Œuvres
On lui doit de nombreuses études sur la philosophie sociale positiviste.
- Catéchisme de l'Homme (1789)
- Darstellung eines neuen Gravitazionsgesetzes für die moralische Welt (1802)
- Der neue Leviathan (1805)
- Rom und London oder über die Beschaffenheit der nächsten Universal-Monarchie (1807)
- Untersuchungen über den Geburtsadel und die Möglichkeit seiner Fortdauer im neunzehnten Jahrhundert (1807)
- Tableau de la Prusse jusqu'en 1806 (2 vol. 1808)
- Hermes oder über die Natur der Gesellschaft – mit Blicken in die Zukunft (1810)
- Annuaire de l'Europe depuis la paix de Vienne (22 vol. 1814-1737)
- Recherches sur l'histoire romaine (3 vol. 1819)
- Recherche sur le moyen âge (1819)
- Histoire de Napoléon (3 vol. 1829-1830)